# Yuri Kanō

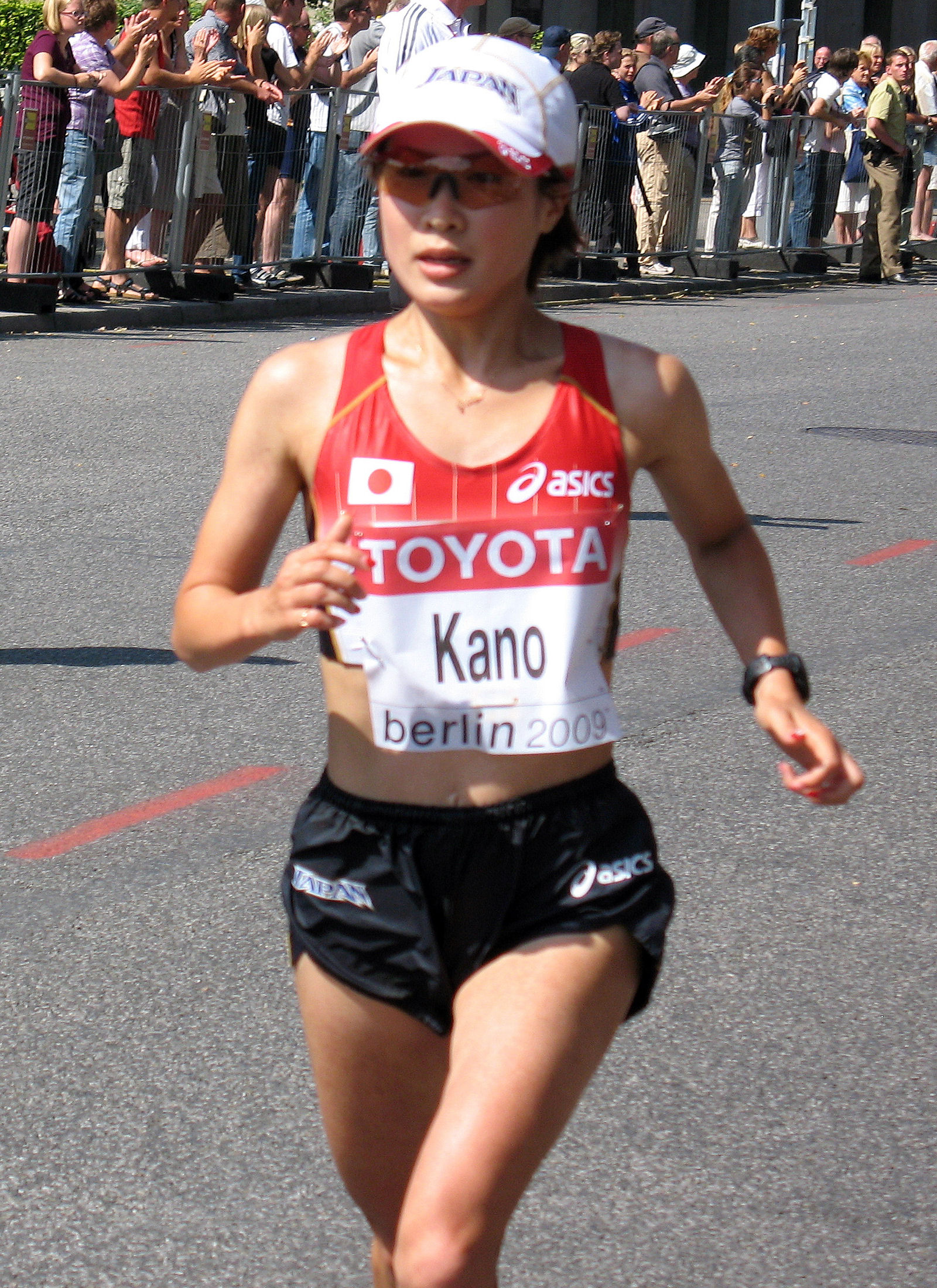
Yuri Kanō (2009)

Yuri Kanō (jap. 加納 由理 Kanō Yuri; * 27. Oktober 1978 in Takasago) ist eine japanische Langstreckenläuferin.
1999 gewann sie über 10.000 m Silber bei der Universiade.
2003 wurde sie Fünfte beim Miyazaki-Halbmarathon und Neunte bei der japanischen Firmenmeisterschaft im Halbmarathon, 2004 Siebte beim Kagawa-Marugame-Halbmarathon und 2005 Zweite beim Matsue-Halbmarathon. Im Jahr darauf folgten ein zweiter Platz beim Azalea Trail Run sowie jeweils ein vierter Platz beim New-York-City-Halbmarathon und beim San’yō-Straßenlauf.
2007 wurde sie bei ihrem Debüt über die 42,195-km-Distanz Dritte des Osaka Women’s Marathon in 2:24:43 h. Im selben Jahr wurde sie erneut Vierte in New York City und siegte beim Hokkaidō-Marathon. 2008 wurde sie Dritte beim Nagoya-Marathon, gewann den Sapporo-Halbmarathon sowie den San-José-Halbmarathon und wurde Dritte beim New-York-City-Halbmarathon. Bei der letzten Austragung des Tokyo International Women’s Marathon wurde sie in 2:24:27 h Zweite.
2009 wurde sie Zweite beim Kagawa-Marugame-Halbmarathon und Elfte beim London-Marathon. Beim Marathondistanz der Leichtathletik-Weltmeisterschaften in Berlin belegte sie den siebten Platz in 2:26:57 h und gewann zusammen mit Yoshimi Ozaki und Yoshiko Fujinaga Bronze in der Wertung des Marathon-Weltcups. Beim New-York-City-Marathon stürzte sie schwer nach 5 km, kämpfte sich aber durch und kam auf den neunten Platz. Einen Monat später gewann sie beim Halbmarathon der Ostasienspiele in Hongkong Silber.
2010 siegte sie beim Nagoya-Marathon. und beim Sapporo-Halbmarathon. Beim Marathon der Asienspiele in Guangzhou wurde sie Siebte.
Nachdem sie längere Zeit von Verletzungen geplagt war, startete sie 2012 in Nagoya, kam aber nicht über Platz 27 hinaus.
Yuri Kanō ist 1,52 Meter groß und wiegt 40 kg. Die Absolventin der Ritsumeikan-Universität startete von 2001 bis 2007 für das Firmenteam von Shiseido und wechselte dann zum Team Second Wind AC. 2011 kehrte sie zu Shiseido zurück.

## Bestzeiten
- 5000 m: 15:21,70 min, 6. Juli 2005, Sapporo
- 10.000 m: 31:53,07 min, 25. September 2004, Niigata
- Halbmarathon: 1:08:57 h, 15. Juni 2005, Sapporo
- Marathon: 2:24:27 h, 16. November 2008, Tokio